# Volema
Volema (nomeadas, em inglêsː crown conch ou melongena -sing.; com "crown conch", na tradução para o português, significando "concha coroada") é um gênero de moluscos gastrópodes marinhos predadores pertencente à família Melongenidae, na subclasse Caenogastropoda e ordem Neogastropoda. Foi classificado por Peter Friedrich Röding, em 1798; na obra Museum Boltenianum sive Catalogus cimeliorum e tribus regnis naturae quae olim collegerat Joa. Fried Bolten, M. D. p. d. per XL. annos Proto physicus Hamburgensis; e sua distribuição geográfica é na região preponderante do paleotrópico do Velho Mundo, nos oceanos Índico e Pacífico; todas ocupando habitats de clima tropical; em costas estuarinas com variação de salinidade, como lodaçais entre marés e manguezais, ambiente próximo à foz de rios; contendo duas espécies descritas.

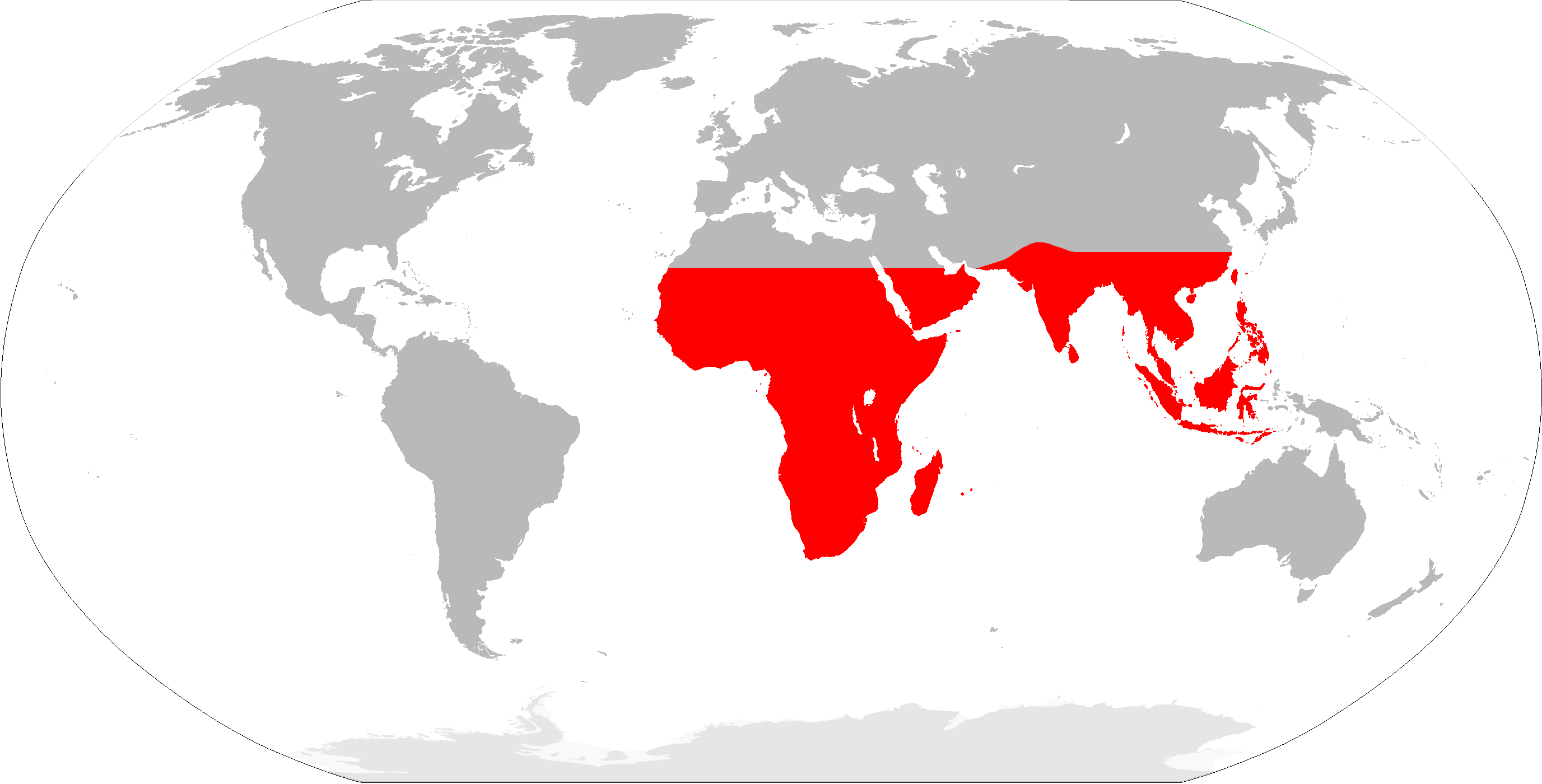
A distribuição geográfica do gênero Volema corresponde ao paleotrópico do Velho Mundo (em vermelho), no Índico e oeste do Pacífico; em habitats de clima tropical.

## Espécies deVolema
- Volema pyrum (Gmelin, 1791) - Espécie-tipo[3]
- Volema myristica Röding, 1798[3]